# Liina Laasma
Liina Laasma (ur. 13 stycznia 1992) – estońska lekkoatletka, oszczepniczka.
W 2009 była piąta na mistrzostwach świata juniorów młodszych oraz zwyciężyła w festiwalu młodzieży Europy i gimnazjadzie. Bez sukcesów uczestniczyła w mistrzostwach świata juniorów (2010). W 2011 zdobyła złoty medal mistrzostw Europy juniorów. Uczestniczka mistrzostw Europy w Amsterdamie (2016), w których odpadła po eliminacjach konkursu oszczepniczek. Medalistka mistrzostw Estonii, wielokrotna rekordzistka kraju w różnych kategoriach wiekowych.
Rekord życiowy: 63,65 (22 maja 2016, Rabat) – rekord Estonii.

## Osiągnięcia
| Rok  | Impreza                                   | Miejsce        | Pozycja           | Wynik    |
| ---- | ----------------------------------------- | -------------- | ----------------- | -------- |
| 2009 | Mistrzostwa świata juniorów młodszych     | Bressanone     | 5. miejsce        | 50,99    |
| 2009 | Europejski festiwal młodzieży             | Tampere        | 1. miejsce        | 53,66 CR |
| 2009 | Gimnazjada                                | Doha           | 1. miejsce        | 51,70    |
| 2010 | Mistrzostwa świata juniorów               | Moncton        | el. – 14. miejsce | 48,22    |
| 2010 | Młodzieżowe mistrzostwa krajów nordyckich | Söderhamn      | 3. miejsce        | 51,64    |
| 2011 | Zimowy puchar Europy w rzutach            | Sofia          | 2. miejsce        | 57,04    |
| 2011 | II liga drużynowych mistrzostw Europy     | Nowy Sad       | 5. miejsce        | 50,26    |
| 2011 | Mistrzostwa Europy juniorów               | Tallinn        | 1. miejsce        | 55,99    |
| 2013 | Mistrzostwa świata                        | Moskwa         | el. – 24. miejsce | 56,93    |
| 2016 | Puchar Europy w rzutach                   | Arad           | 6. miejsce        | 57,37    |
| 2016 | Mistrzostwa Europy                        | Amsterdam      | el. – 18. miejsce | 56,61    |
| 2016 | Igrzyska olimpijskie                      | Rio de Janeiro | el. – 20. miejsce | 58,06    |
| 2017 | I liga drużynowych mistrzostw Europy      | Vaasa          | 1. miejsce        | 57,93    |
| 2018 | Mistrzostwa Europy                        | Berlin         | el. –             | NM       |